# Wåhlin fastigheter
Wåhlin fastigheter AB är ett svenskt fastighetsbolag grundat i mitten av 1970-talet som en utveckling av Wåhlin byggare AB som startade 1970.
Wåhlin är ett av de större privata fastighetsbolagen i Stockholm med drygt 90 fastigheter bestående av ca 2 700 lägenheter och ca 200 lokaler i Storstockholm.